# Леса, Адриана
Адриа́на Ви́тор Ле́сса (порт. Adriana Vitor Lessa; род. 1 февраля 1971, Гуарульюс, Сан-Паулу, Бразилия) — бразильская актриса, телеведущая, танцовщица и диктор радио. Известная по роли Деузы в телесериале «Клон».

## Биография
Родилась 1 февраля 1971 года в Гуарульюс, штат Сан-Паулу. Бывшая ведущая MTV, с 16 лет играет в театре и считает себя гражданином мира. В юности плакала под классическую музыку, и вернувшись в Бразилию после трёх месяцев гастролей по Европе и Канаде, где участвовала в театральных фестивалях, она поступила в музыкальную группу. С босановой и зажигательной самбой она посетила Японию, Грецию и Пуэрто-Рико. Снимается в фильмах и сериалах. Самая популярная её роль — Деуза из сериала «Клон».
Танец случайно вошёл в её жизнь. Рост её составляет 174 см, она занималась в спортивном клубе Коринтианс Паулиста в Сан-Паулу — с 11 до 15 лет играла в волейбол.

## Избранная фильмография
- 2018 — Седьмой хранитель ... . Клотильда
- 2006/TBA — ТВ Фама
- 2005 — A Diarista …. Magamba Noru
- 2004 — Хозяйка судьбы …. Рита де Кассия
- 2001—2002 — Клон / O Clone — Деуза Моура да Силва / Аштер
- 2000 — Бразильская акварель …. Нейде
- 1999 — Земля любви …. Нана
- 1999 — Музыка её души …. Фелисиана
- 1998 — Você Decide
- 1998 — Душа камня …. Габриела
- 1997 — O Desafio de Elias …. Нинра